# Центральный округ (Ботсвана)
Центра́льный о́круг (англ. Central District, тсвана Kgaolo ya Legare) — округ в Ботсване. Административный центр — город Серове.

## География
Площадь — 147 730 км².
На севере расположен крупнейший в стране солончак — Макгадикгади, а также два более мелких: Нтвенте и Сова, и озеро Цкау. Крупнейшие реки: Лимпопо, Шаши, Мотлоуце, Ната, Ботети.
Соседние области:
- Северо-Западный округ — на северо-западе
- Юго-Восточный округ; Южный Матабелеленд (Зимбабве) — на северо-востоке
- Кгатленг — на юге
- Квененг — юго-западе
- Лимпопо (ЮАР) — юго-востоке
- Ганзи — на западе

## Населённые пункты
Крупнейшие:
- Серове (англ. Serowe), 50 000
- Палапье (англ. Palapye), 30 300
- Селеби-Пхикве (англ. Selebi-Phikwe), 49 000
- Махалапье (англ. Mahalapye), 42 000
- Орапа (англ. Orapa), 10 000
- Тутуме (англ. Tutume), 13 000

Прочие:
- Боролонг
- Гвета
- Лерала
- Маитенгве
- Матхангване
- Ната
- Нканге[итал.]
- Чадибе

## Административное деление
Административно округ делится на 8 субокругов:
- Бобононг
- Ботети
- Махалепье
- Орапа
- Селеби-Пхикве
- Серове/Палапье
- Сова-Таун
- Тутуме

## Экономика
Горнорудная промышленность — лидирующая отрасль экономики Центрального округа. Важнейшие минеральные ресурсы: каменный уголь, медная, никелевая, кобальтовая и золотая руды, алмазы. В восточной части провинции проходит железная дорога из Франсистаун в Мочуди. В Селеби-Пхикве расположен аэропорт.